# Pavlin Ivanov
Pavlin Ivanov (in bulgaro Павлин Иванов?; Jambol, 28 marzo 1993) è un cestista bulgaro.

## Carriera
Con la Bulgaria ha disputato i Campionati europei del 2022.

## Palmarès
- Campionato bulgaro: 5

Akademik Sofia: 2015-16, 2016-17
Levski Sofia: 2017-18
Balkan Botevgrad: 2018-19, 2022-2023
- Lega Balcanica: 1

Levski Sofia: 2017-18